# Wegeringhausen
Wegeringhausen ist ein Ortsteil von Drolshagen im Kreis Olpe im Sauerland. Der Ort hatte am 31. Dezember 2022 insgesamt 371 Einwohner.
Wegeringhausen hat einen eigenen Schützenverein, der seit 1898 besteht, sowie eine Kapelle und ein altes Dorfgemeinschaftshaus, das früher eine Schule war.

## Geschichte
Das Dorf ist dem Namen nach altsächsischer Herkunft und entstand wahrscheinlich um das Jahr 1000. Früher waren die Einwohner von Wegeringhausen dem Kloster Drolshagen lehnspflichtig.

## Wegeringhauser Tunnel
Durch Wegeringhausen führte die eingleisige Bahnstrecke Siegburg–Olpe, auch „Aggertalbahn“ genannt. Der stillgelegte Streckenabschnitt von Dieringhausen nach Olpe wurde großteils zum Radweg umgestaltet, so auch der 724 m lange Wegeringhauser Tunnel. Er wurde 2012 für Radfahrer freigegeben.